# Gundianowiec somalijski
Gundianowiec somalijski (Pectinator spekei) – gatunek gryzonia z rodziny gundiowatych (Ctenodactylidae), występujący na Półwyspie Somalijskim w Afryce.

## Taksonomia

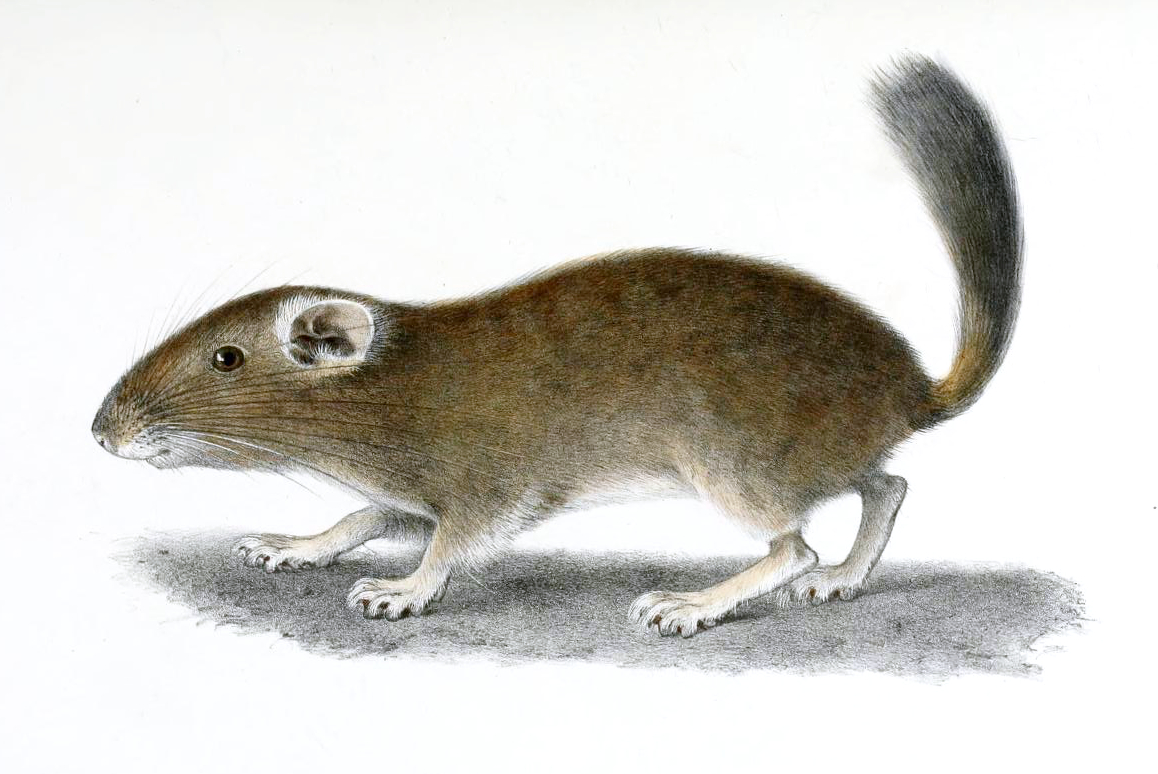
Ilustracja z 1971 roku

Rodzaj i gatunek po raz pierwszy zgodnie z zasadami nazewnictwa binominalnego opisał w 1856 roku brytyjski zoolog Edward Blyth nadając im odpowiednio nazwy Pectinator i Pectinator Spekei. Holotyp pochodził z obszaru Laasqoray, około 1040 km na północ północny wschód od Mogadiszu, w Somalii. Jedyny przedstawiciel rodzaju gundianowiec (Pectinator).
Autorzy Illustrated Checklist of the Mammals of the World uznają ten gatunek za monotypowy.

### Etymologia
- Pectinator:  łac. pectinator „zgrzebło, grępel”, od pecten, pectinis „grzebień”, od pectere „czesać”; w aluzji do szczeciny na tylnych nogach, podobnej jak u gundii[13].
- Petrobates: gr. πετροβατης petrobatēs „wspinający się na skały”, od πετρα petra „skała”; βατης batēs „piechur”, od βατεω bateō „stąpać”, od βαινω bainō „chodzić”[14].
- spekei: kpt. John Hanning Speke (1827–1864), brytyjski podróżnik, pierwszy Europejczyk, który zobaczył Jezioro Wiktorii w 1858 roku[15].

## Zasięg występowania
Gundianowiec somalijski występuje na Półwyspie Somalijskim w Erytrei, Dżibuti, Etiopii i Somalii.

## Morfologia
Długość ciała (bez ogona) 155–190 mm, długość ogona 60–80 mm; masa ciała do 194 g.

## Biologia

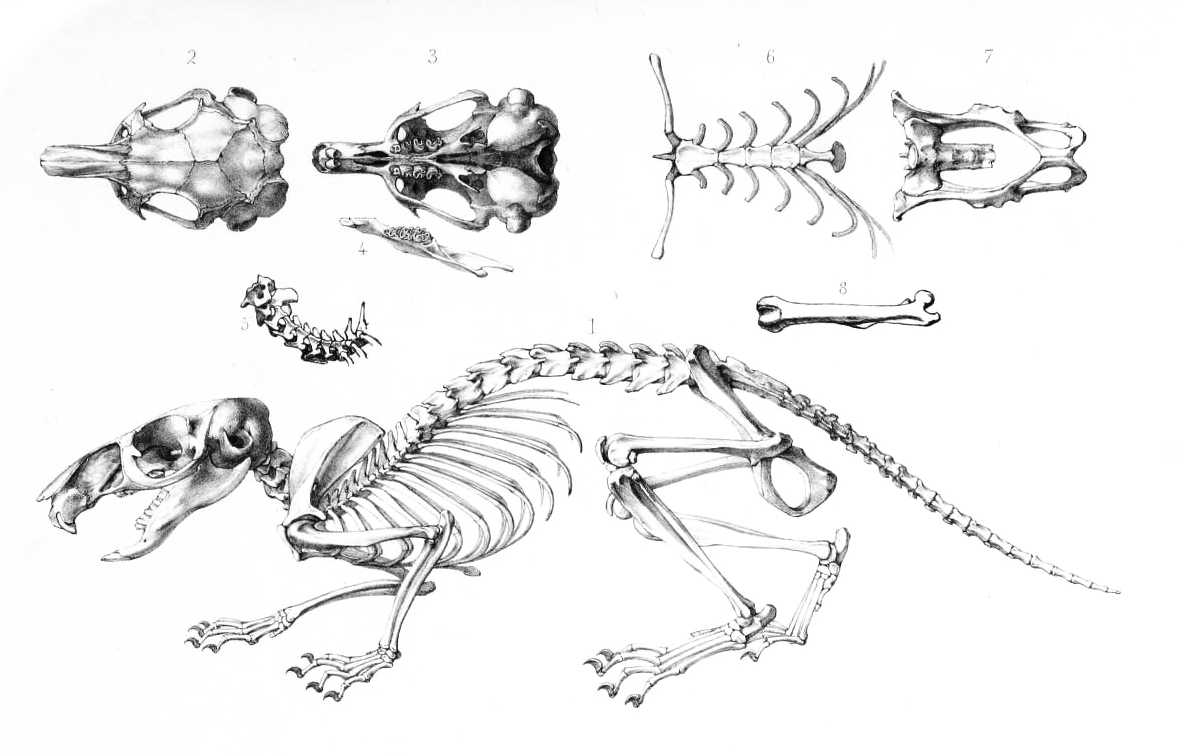
Szkielet gundianowca: widok z boku (1), czaszka z góry (2) i od spodu (3), lewa strona żuchwy (4), kręgosłup szyjny i część klatki piersiowej (5), mostek, obojczyki i bliskie chrząstki (6), miednica (7) i kość udowa (8)

W Etiopii występuje od poziomu morza do 1200 m n.p.m., a według pracy z 1996 roku nawet do 2200 m n.p.m. Zamieszkuje tereny pustynne i półpustynne, kryje się w szczelinach ścian skalnych; czasami występuje wspólnie z góralkami. W Dżibuti jeden osobnik został schwytany na terenie pokrytym przez piaski i kamienie, porośniętym przez trawy, niskie krzewy i rzadkie drzewa. W niewoli samica rodzi przeważnie jedno młode, rzadko dwa.

## Populacja
Gundianowiec somalijski jest rzadko spotykany, ale występuje na dużym obszarze. W Dżibuti miejscami jest dość pospolity, występuje nawet do 76 osobników na hektar. Nie wiadomo, czy występuje na obszarach chronionych, ale najprawdopodobniej nie istnieją poważne zagrożenia dla gatunku. Jest uznawany za gatunek najmniejszej troski.